# 布爾基夫卡 (科留科夫卡區)
51°44′35″N 32°30′29″E / 51.74306°N 32.50806°E
布爾基夫卡（烏克蘭語：Бурківка），是烏克蘭北部的村莊，隸屬切爾尼希夫州的科留基夫卡區。該村面積0.91平方公里，海拔高度146米，2001年人口69，人口密度每平方公里75.66人。